# Лувсаннамсрайн Оюун-Эрдэнэ
Лувсаннамсрайн Оюун-Эрдэнэ (монг. Лувсаннамсрайн Оюун-Эрдэнэ?, ᠯᠤᠪᠰᠠᠩᠨᠠᠮᠰᠠᠷᠠᠢ ᠢᠢᠨ 
ᠣᠶᠤᠨ-ᠡᠷᠳᠡᠨᠢ?; род. 29 июня 1980, Улан-Батор, Монгольская Народная Республика) — монгольский политический и государственный деятель, бывший премьер-министр Монголии с 2021 по 2025 год, лидер Монгольской народной партии.

## Биография
Родился 29 июня 1980 года в Улан-Баторе. В возрасте 21 года Оюун-Эрдэнэ начал свою карьеру, заняв должность главы канцелярии главы администрации города Бэрх в аймаке Хэнтий. Позже он работал в World Vision International в качестве зонального директора, отвечающего за сбор средств из Европейского региона. В 2008 году занимал должность главы департамента социального развития муниципального района Баянзурх. Он также занимал различные должности в Монгольской народной партии (МНП), начиная с должности главы политического отдела. Также он работал президентом Социал-демократической монгольской молодёжной ассоциации, партийной молодёжной организации. В 2016 году впервые был избран депутатом Великого государственного хурала от Монгольской народной партии. В 2019—2021 годах возглавлял управление делами правительства, а 27 января 2021 года был назначен премьер-министром страны.
Свою первую книгу «Видение» написал в 2005 году. После окончания Гарвардского университета в 2015 году в возрасте 35 лет он опубликовал свою вторую книгу под названием «Государство — азиатский рысак» (монг. Азийн хүлэг улс), в которой обратился к 30-летней политике развития Монголии. В том же году он основал Национальный институт политических исследований «Государство — азиатский рысак».
В 2020 году Оюун-Эрдэнэ инициировал и возглавил процесс разработки «Видения 2050», проекта 30-летней политической программы развития Монголии, и получил его одобрение Великим государственным хуралом (Парламентом). Этот программный документ вступил в силу 1 января 2021 года.
15 мая 2025 года в Улан-Баторе начались демонстрации с требованиями отставки Оюун-Эрдэнэ. Протесты были вызваны тем, что девушка сына премьер-министра опубликовала видео, на которых сын премьер-министра Тэмуулэн делает ей предложение выйти за него замуж — с дорогим обручальным кольцом, люксовыми сумочками, подаренным автомобилем марки Mercedes-Benz, а также фейерверками и полетом на вертолете. СМИ сообщали, что Тэмуулэн ради этого торжественного события снял все дома и коттеджи на роскошном монгольском курорте Seven Nuga Resort. Протестующие требовали от премьер-министра и его сына обнародовать декларации о доходах, чтобы граждане могли понять, откуда у Тэмуулэна деньги на такие дорогие подарки для возлюбленной. В итоге 3 июня 2025 года Лувсаннамсрайн Оюун-Эрдэнэ подал в отставку после того, как не сумел заручиться достаточной поддержкой депутатов при голосовании о доверии в парламенте. В его поддержку высказались 44 депутата при необходимом минимуме в 64 голоса. Он продолжил исполнение своих обязанностей до назначения преемника. 13 июня Оюун-Эрдэнэ сложил обязанности временно исполняющего в связи с выбором нового премьер-министра.